# Ambuja Cements
Ambuja Cements est une entreprise qui fait partie de l'indice boursier BSE Sensex.